# Jerry Wexler
Gerald "Jerry" Wexler (New York, 10 januari 1917 – Sarasota, 15 augustus 2008) was een zeer invloedrijke muziekproducent en A&R-man, bij Atlantic Records jarenlang belast met de dagelijkse leiding. Hij bedacht de term rhythm-and-blues in 1949, zodat de termen rassenplaten (race records) en rassenmuziek (race music) in de hitlijsten niet meer gebruikt hoefde te worden.

## Jeugd
Wexler was de oudste zoon in een joods gezin en groeide op tijdens de Grote Depressie in upper-Manhattan in de wijk Washington Heights. Zijn vader was een Poolse immigrant en zijn moeder, Elsa Spitz een Duitse. Hij studeerde af aan de George Washington High School in New York en ging daarna naar de City College of New York, maar stopte daar na twee semesters.
In zijn kinderjaren werd hij beïnvloed door radiomuziek zoals van Bing Crosby, later was hij, samen met een groepje mensen als Milt Gabler, John Hammond en de broertjes Ertegün, verwoed verzamelaar van 78 toerenplaten van jazz-musici als Louis Armstrong, Sidney Bechet, orkestleider Count Basie en klarinettisten als Benny Goodman en Pee Wee Russell.
Zijn ambitieuze moeder was er op gespitst om hem te laten slagen en schreef hem in 1936 in op de Kansas State University in Manhattan, Kansas. Van daaruit ging hij regelmatig naar Kansas City, waar in de tijd van swing bigbandleiders als Count Basie speelden naast soulzangers als Big Joe Turner. Het nachtleven had zijn effect op de cijfers van Wexler, die daarop teruggehaald werd naar New York door zijn moeder om naast zijn vader als ramenwasser aan de slag te gaan. In Harlem was hij veelvuldig te vinden in het Apollo waar hij onder meer Ella Fitzgerald en Chick Webb zag. Hij ontmoette er ook muziekproducent Milt Gabler, via wie Wexler in contact kwam met jazzbands als de Rhythmakers en de New Orleans Rhythm Kings. Hij leerde er ook Shirley Kampf kennen die in 1941 zijn eerste vrouw zou worden en met wie hij een zoon en twee dochters zou krijgen. 
In 1941 werd hij tijdens de Tweede Wereldoorlog opgeroepen voor het leger en na de oorlog voltooide hij zijn studie in de journalistiek en behaalde zijn Bachelor of Arts aan de Kansas State University. Na zijn afstuderen ging hij als plugger werken voor BMI en de publiciteitsafdeling van MGM. Na een korte tijd kreeg hij echter een longontsteking en raakte zijn baan kwijt.

## Billboard
In 1947 was hij ondertussen 30 jaar oud en had weinig bereikt en vreesde hij weer ramen te moeten wassen met zijn vader. Via Meyer Shapiro, die hij bij BMI had leren kennen, kreeg hij een introductie  bij Joe Carlton, muziekredacteur bij Billboard. Daar werkte hij vervolgens 6 jaar als redacteur, reporter en schrijver en introduceerde hier de aanduiding rhythm and blues voor de hitlijsten, ter vervanging van race music. In deze periode leerde hij belangrijke mensen uit de muziekindustrie kennen zoals Alec Wilder en Mitch Miller. Het was ook de periode dat hij affaires begon, iets waar zijn vrouw in 1952 achter kwam. Zij zou echter nog tot 1972 bij hem blijven.

## Atlantic
In zijn jeugd had hij Herb en Miriam Abramson en Ahmet Ertegün leren kennen die in 1947 Atlantic Records waren begonnen, toen nog een klein onafhankelijk platenlabel. In 1953 vroegen zij hem om hoofd van hun uitgeverij te worden. Hij sloeg het aanbad af, want hij wilde niet onder vrienden werken, maar wel als zij hem partner zouden maken, wat zij echter weigerden. Toen Abramson echter in militaire dienst moest vroeg Ertegün aan Wexler of hij Abramson wilde vervangen, ditmaal via een partnership.  Wexler en zijn vrouw Shirley onderhandelden dit partnership met voor $2063,25 13% van de aandelen, Wexler werd aangesteld als vicepresident en kreeg de dagelijkse leiding.
In de tweede helft van de vijftiger jaren boekte Wexler bij Atlantic succes met onder meer LaVern Baker, Big Joe Turner, Clyde McPhatter, Ray Charles, Ruth Brown en The Drifters, in met Ray Charles met hits als Hallelujah I Love Her So (1955), Leave My Woman Alone (1956) en What'd I Say (1959).
Ondanks dat  Ray Charles en Bobby Darin het Atlantic-label verlieten, met als gevolg een fors omzetverlies, wist Wexler door in 1960 Ben E. King, die solo ging na The Drifters, Solomon Burke en in 1962 Doris Troy vast te leggen, deze verliezen te beperken.

### Atlantic-Stax
Een ommekeer kwam in 1960 door een overeenkomst met Stax Records. Stax, toen nog Satellite geheten, had een hit met Cause I Love You van Rufus Thomas en zijn dochter Carla, maar te weinig productie-capaciteit. Stax en Atlantic sloten een distributie-deal, waarna Atlantic acht jaar lang de distributie verzorgen voor Stax.
Stax had een studioband, die als Booker T. & the M.G.'s bekend zou worden, met als grootste hit Green Onions. Ook Otis Redding en The Astors kwamen bij Stax vandaan, terwijl Isaac Hayes hier begon als sessiemuzikant en met David Porter ook veel productiewerk deed. Wexler liet ook veel bands van Atlantic opnemen bij Stax, onder meer Sam & Dave, Don Covay en Wilson Pickett.
In 1965 kreeg Wexler via Rick Hall van FAME Studios in Muscle Shoals het nummer When a Man Loves a Woman te horen van Percy Sledge. Hall wist Wexler te overtuigen tot een distributiedeal, waarna het een nummer-1-hit werd in onder meer de Billboard Hot 100. Hiermee begon de relatie tussen FAME en Atlantic, geholpen door de in begin 1966 bekoelde relatie tussen Atlantic en Stax. Jim Stewart, mede-eigenaar van Stax, wilde geen bands van andere labels als Atlantic opnemen, na slechte ervaringen met Covay en Pickett.
De eerste artiest die Wexler in 1966 bij FAME op liet nemen, was Pickett. Het eerste nummer was een cover van Land of 1000 Dances. Pickett wist aanvankelijk niet wat hij met Hall aan moest, die hij zag als peckerwood (redneck). Hall en de studioband waren op hun beurt zenuwachtig om voor het eerst direct voor de invloedrijke Wexler te spelen, waarbij het temperament van Pickett niet meehielp. Na de eerste dag waren echter zowel Wexler als Pickett onder de indruk en werden ook Mustang Sally en Funky Broadway opgenomen.

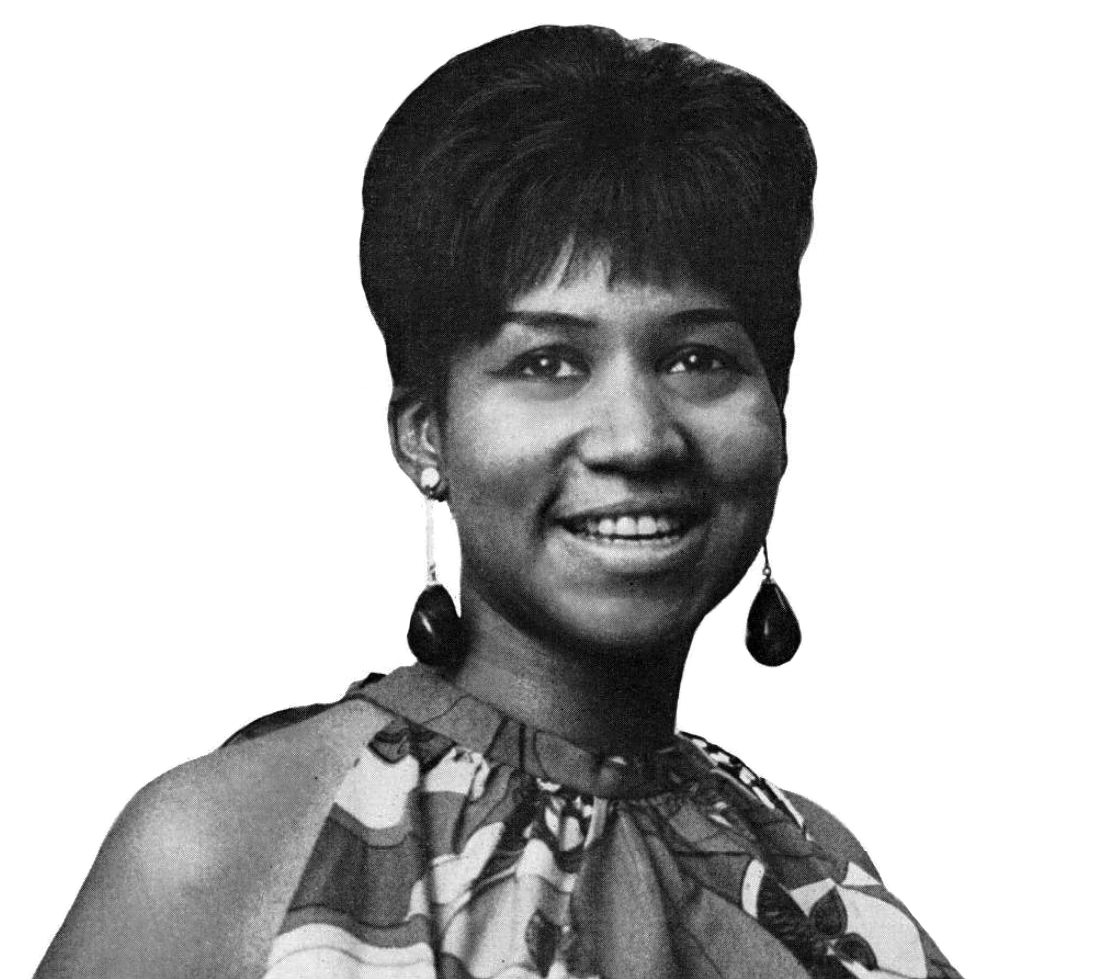
Aretha Franklin in 1967

Wexler bracht daarna andere Atlantic-artiesten naar FAME, waaronder Aretha Franklin, die in 1967 net bij Atlantic had getekend. Zij had bij Columbia Records slechts bescheiden succes gekend en Wexler overtuigde haar terug te keren naar haar gospel-roots. Franklin nam in FAME I Never Loved a Man the Way I Love You op. De opnamesessie kwam echter tot een einde doordat Ted White, de man van Franklin, zich stoorde aan trompettist Melvin Lastie die zou flirten met Franklin. Daarna kwam het nog tot een vechtpartij tussen White en Hall, waarna de relatie tussen Hall en Wexler ten einde leek te zijn. Enkele dagen later belde Wexler om de studioband, bijgenaamde de Swampers, naar New York te laten komen om het album verder op te nemen in de Atlantic Studios. Dit album werd een grote hit met onder meer Respect. De Swampers zouden haar daarna nog op veel van haar albums begeleiden. De verstoorde relatie tussen Wexler en Hall bleek in 1969 toen de Swampers besloten om voor zichzelf te beginnen met de Muscle Shoals Sound Studio, daarbij gesteund door Wexler.
In 1967 werd Atlantic verkocht aan Warner Bros.-Seven Arts voor $ 17,5 miljoen. Daarop trad een clausule in het contract met Stax in werking en moest de distributiedeal opnieuw onderhandeld worden. Stewart had het contract eerder niet goed gelezen en kwam er nu pas achter dat Atlantic alle rechten had op de platen die zij distribueerden voor Stax. Warner weigerde dit op te geven en zo kwam er in 1968 een einde aan de distributiedeal.
De invloed van Wexler binnen Atlantic nam af, zeker nadat hij Crosby, Stills & Nash (& Young) niet wilde opnemen, maar Ertegün wel. Wel was hij nog producer van onder meer Aretha Franklin en Dusty Springfield. In 1967 contracteerde Atlantic Led Zeppelin en in 1969 The Allman Brothers Band, maar waar Ertegün echter meeging met de veranderingen in de muziek richting rock, gaf Wexler de voorkeur aan vroegere muziekstijlen. Dit werd versterkt met de overname van Warner door Kinney in 1969. Hij trok steeds meer naar Florida en isoleerde zichzelf daarmee. Hij produceerde nog wel Lulu (Melody Fair, 1970), Tony Joe White (The Train I'm On, 1972), Maggie Bell (Queen Of The Night, 1974). Uiteindelijk nam hij in 1975 ontslag bij Atlantic.
In 1972 besloot zijn vrouw Shirley hem verlaten nadat ze ontdekt had dat hij een affaire had met Renee Pappas, met wie Wexler daarop trouwde in 1973, enkele dagen nadat de scheiding rond was.

## Songwriter
Wrexler was co-auteur van een aantal songs, met als bekendste Everybody Needs Somebody to Love, dat hij schreef met Bert Russell Berns en Ahmet Ertegün.

## Zelfstandig producer
In 1977 werd Wexler door Mo Ostin ingehuurd bij Warner als zelfstandige producer. Hij werkte met artiesten als Etta James (1978), Mavis Staples (1979), maar ook voor niet-R&B artiesten als Dire Straits (Communiqué, 1979), Roger McGuinn en Chris Hillman (1980), Carlos Santana (1983), meestal met Barry Backett als co-producer. Tevens was hij verantwoordelijk voor de soundtracks van The Wiz (1978) en Pretty Baby (1978).
In 1979 belde Bob Dylan Wexler op en vroeg hem zijn volgende plaat te produceren. Slow Train Coming werd opgenomen in Muscle Shoals, met Mark Knopfler op gitaar en ook Barry Beckett als co-producer. Dylan kreeg zijn eerste Grammy Award voor Gotta Serve Somebody (de single van het album). In 1983 produceerde Wexler Careless Whisper voor George Michael en er werd later een andere versie van Careless Whisper opgenomen. De laatste versie werd een wereldhit.
In 1983 scheidde Wexler van zijn tweede vrouw Pappas, om in 1985 voor de derde keer te trouwen, nu met Jean Arnold. In 1989 stierf zijn oudste dochter Anita aan aids na een heroïneverslaving.
In 1993 schreef hij met David Ritz zijn autobiografie Rhythm and the Blues. A Life in American Music.
Wexler had al langere tijd problemen met zijn hart voordat hij stierf op 91-jarige leeftijd.
Bij zijn overlijden schreef de Guardian Locatie en omgeving werden het geheim van Wexler: hij nam Pickett mee naar Memphis, Franklin en Dylan naar Muscle Shoals, Dire Straits naar Nassau en Mac Rebennack (beter bekend als Dr John) terug naar zijn roots in New Orleans.

## Eerbetoon
In 1987 werd Wexler opgenomen in de Rock and Roll Hall of Fame. In hetzelfde jaar werd hij onderscheiden met de John Herbert Orr Pioneer Award die wordt georganiseerd door de Alabama Music Hall of Fame.